# Pedro Nunes de Gusmão, 1260
Pedro Nunes de Gusmão (1260 -?) foi um nobre do Reino de Castela pertencente à poderosa Casa de Gusmão, localizada no Reino de Castela e Leão da província de Burgos, Espanha.
Este D. Pedro de Gusmão encontra-se relacionado com o Mosteiro de Sam Pedro de Gumiel, documentado em vários manuscritos medievais como é afirmado no documento “Santo Domingo de Caleruega – Contexto Cultural III Jornadas de Estudios Medievales, de Cándido Aniz Iriarte, O.P. e de Luis V. Díaz Martín, à pág. 357.”  É confirmante juntamente com o seu irmão João Ramires de Gusmão, de um privilégio ao Mosteiro de São Salvador del Moral, documento datado de 20 de março de  de 1304.
Aparece em 18 de maio de 1293 a cumprir ordens do rei D. Sancho IV de Leão e Castela “o Bravo” (1257 ou 1258 - 25 de Abril de 1295), rei de Castela, que o manda à casa de Anya Afonso, que era pertença doMosteiro de San Pedro de Gumiel, com o objectivo de colher informações sobre as funções do abade do respectivo mosteiro.

## Relações familiares
Foi filho de João Peres de Gusmão (1240 – 1285), Senhor de Gusmão e de Maria Ramirez de Cifuentes, Senhora de Aviados (c. 1240 -?). Casou com
D. Inês Fernandes de Lima (1250 -?) filha de D. Fernão Anes de Lima (1215 -?) e de D. Teresa Anes de Sousa (c. 1215 -?), de quem teve:
1. Sancha Peres de Gusmão (1290 -?) casada com D. Gonçalo Anes de Briteiros.